# Philippe Léonard
Pour les articles homonymes, voir Léonard.
Philippe Léonard, né le 14 février 1974 à Liège en Belgique, est un footballeur belge. Il a évolué comme défenseur et a été international belge. Son père Guy Léonard, est un ancien gardien du RWD Molenbeek.

## Biographie
C'est tout naturellement que Philippe Léonard fait ses gammes de footballeur au Standard de Liège et il commence sa carrière professionnelle lors de la saison 92/93 où il joue 30 matchs, avec comme coéquipiers : Stéphane Demol, Patrick Vervoort, Marc Wilmots et Gilbert Bodart. Il termine à la deuxième place du championnat derrière Anderlecht et remporte la Coupe de Belgique en inscrivant un but en finale contre le Royal Charleroi SC de Pär Zetterberg. Bon bilan pour une première année en pro, surtout si on rajoute le 1/8 de finale perdu contre l'AJ Auxerre en Coupe de l'UEFA. La saison 93/94 sera toujours aussi prolifique en termes de matchs joués (31) mais vierge de titre gagné (6e en championnat). La saison 94/95 verra Philippe et le Standard terminer une nouvelle fois en deuxième position toujours derrière Anderlecht. Lors de l'exercice suivant, clôturé encore à la sixième place, Philippe disputera 32 matchs pour le Standard.
En 1996, Léonard quitte sa ville natale pour la France et s'engage avec l'AS Monaco où dès sa première année monégasque, il sera sacré champion de France, avec notamment Fabien Barthez, Patrick Blondeau, Martin Djetou, Ali Benarbia, Enzo Scifo, Sonny Anderson et Marco Grassi. Il dispute cette saison-là dix-neuf rencontres de championnat. Parallèlement, il participera à l'épopée européenne en Coupe de l'UEFA où Monaco s'inclinera en 1/2 finale contre l'Inter Milan de Jocelyn Angloma et Youri Djorkaeff. Pour la saison 97/98, malgré les départs de Sonny Anderson, Gilles Grimandi et Emmanuel Petit, Léonard et ses compères termineront quatrième du championnat et atteindront la 1/2 finale (après avoir battu Manchester United en 1/4) de la Ligue des Champions qu'ils perdront contre la Juventus de Zinédine Zidane et Didier Deschamps. La saison suivante est moins brillante, même si Monaco termine sur le podium du championnat (3e) et pour Philippe c'est pareil depuis son arrivée, il joue sa quinzaine de matchs par saison. Pour la saison 99/00, Léonard remporte son deuxième titre de champion de France en compagnie de Marco Simone, Marcelo Gallardo, Sabri Lamouchi, Willy Sagnol, Dado Prso et Philippe Christanval en jouant, comme lors de son premier titre, dix-neuf matchs de championnat. 
Ce titre de champion a une meilleure saveur que celui de 1997, car Monaco finit avec la meilleure attaque, le meilleur passeur et aussi David Trezeguet termine deuxième meilleur buteur du championnat, derrière un certain Sonny Anderson, alors à Lyon. Mais après cette énorme saison, celle de 2000/2001 ne sera pas du même calibre car la majeure partie des cadres est partie (Trézéguet, Lamouchi, Barthez) et malgré l'arrivée de joueurs tels que Florin Raducioiu, Shabani Nonda, Christian Panucci et Ousmane Dabo, Monaco terminera à la onzième place du championnat et sera éliminé dès le premier tour de la Ligue des Champions. Dans cette triste saison, Léonard et Monaco connaissent une petite éclaircie en allant jusqu'en finale de la coupe de la Ligue qu'ils perdront contre le Lyon de Philippe Violeau, Steve Marlet et Jean-Marc Chanelet. Pour la saison 2001/2002, Léonard voit arriver un nouvel entraîneur en la personne de Didier Deschamps et des nouvelles recrues du calibre d'Oliver Bierhoff, Vladimir Jugovic et Alex Nyarko, mais la mayonnaise ne prend pas et Monaco termine à la quinzième place du championnat en fin de saison et Philippe ne joue que dix petits matchs. La saison 2002/2003 sera bien meilleure, car Monaco terminera deuxième du championnat et remportera la Coupe de la Ligue en battant en finale le FC Sochaux de Mickaël Pagis et Maxence Flachez. Mais pour Philippe, la saison est longue car il ne joue que cinq matchs au total, barré en défense par Patrice Évra, Rafael Márquez, Gaël Givet, Sébastien Squillaci ou bien même Hassan El-Fakiri, ce dernier lui étant préféré lors de la finale de la Coupe de Ligue. Et après sept années de bons et loyaux services, mais seulement 99 matchs disputés, Philippe décide de quitter la Principauté.
Pour essayer de se relancer, Léonard accepte l'offre des dirigeants de l'OGC Nice, mais il n'arrive pas à s'imposer, car au sein de la défense niçoise se trouvent déjà des titulaires indiscutables, tels que Jacques Abardonado, Cédric Varrault, Noé Pamarot, José Cobos et Sammy Traoré.
À l'été 2004, Léonard décide de retourner en Belgique et plus précisément dans son club formateur, le Standard de Liège. Et il reprendra goût au football car cette saison-là, il participera à 26 rencontres et avec les Vedran Runje, Eric Deflandre et Oguchi Onyewu amènera le Standard à la troisième place du championnat, à neuf points du lauréat le FC Bruges. La saison 2005/2006 sera aussi belle pour Philippe, redevenu titulaire depuis son retour en Belgique : il joue 30 matchs et termine deuxième du championnat à cinq points d'Anderlecht.
Pour la saison 2006/2007, Philippe tente sa chance aux Pays-Bas au Feyenoord Rotterdam, mais cela ne se passe pas bien du tout, car au bout du compte il ne joue que deux matchs.
Après six mois d'inactivité, Philippe signe un contrat jusqu'à la fin de la saison 2007/2008 au Rapid Bucarest, où il ne joue que dix matchs.
En 2009, il décide d'arrêter sa carrière professionnelle, n'ayant pas réussi à retrouver un club.

## Vie privée
Depuis 2015, il est en couple avec Amélie Neten, ancienne candidate de téléréalité (Secret Story, les Anges), qui a fait des apparitions en tant que présentatrice télé.
Il a deux enfants : une fille de 19 ans, Julia, qu'il a eue avec son ex-compagne Angélique Paquay, et un garçon, Roméo, qu'il a eu avec son ex-compagne, Marion Abrial.

## Carrière
- 1991-1996 : Standard de Liège  Belgique
- 1996-2003 : AS Monaco  France
- 2003-2004 : OGC Nice  France
- 2004-2006 : Standard de Liège  Belgique
- 2006-2007 : Feyenoord Rotterdam  Pays-Bas
- Jan. 2008-2008 : Rapid Bucarest  Roumanie[2]

## Palmarès

### En club
- Champion de France en 1997 et 2000 avec l'AS Monaco
- Vainqueur de la Coupe de Belgique en 1993 avec le Standard de Liège
- Vainqueur du Trophée des Champions en 1997 et 2000 avec l'AS Monaco
- Vice-champion de Belgique en 1993, 1995 et 2006 avec le Standard de Liège
- Vice-champion de France en 2003 avec l'AS Monaco
- Finaliste de la Coupe de la Ligue en 2001 avec l'AS Monaco

### EnÉquipe de Belgique
- 26 sélections entre 1994 et 2006
- Participation au Championnat d'Europe des Nations en 2000 (premier tour)

## Anecdotes
- Philippe Léonard était appelé avec Régis Genaux et Michaël Goossens, "Les Trois Mousquetaires".
- Lors d'une rencontre internationale entre la Turquie et la Belgique, Philippe distribue une " galette " (tels seront ses mots) à son coéquipier Carl Hoefkens qui n'a plus qu'à déposer le ballon au fond des filets, signant ainsi le 3e but des Diables Rouges. Score final : 3-3.